# Peggioga amboinensis
Peggioga amboinensis är en insektsart som beskrevs av Ronald Gordon Fennah 1949. Peggioga amboinensis ingår i släktet Peggioga och familjen Tropiduchidae. Inga underarter finns listade i Catalogue of Life.